# Tallgångbagge
Tallgångbagge (Cerylon impressum) är en skalbaggsart som beskrevs av Wilhelm Ferdinand Erichson 1845. Tallgångbagge ingår i släktet Cerylon, och familjen gångbaggar. Enligt den finländska rödlistan är arten nära hotad i Finland. Enligt den svenska rödlistan är arten sårbar i Sverige. Arten förekommer på Gotland, Öland, Götaland, Svealand, Nedre Norrland och Övre Norrland. Artens livsmiljö är naturmoskogar.